# Gegenstromverfahren (Management)
Das Gegenstromverfahren (auch Gegenstromprinzip, englisch mixed planning oder top-down/bottom-up planning) ist ein Verfahren zur Entwicklung von Unternehmenszielen und zur Planung in Unternehmen. Dabei werden zunächst vorläufige übergeordnete Ziele durch die Führungsebene formuliert. Durch die nachgeordneten Ebenen werden diese Ziele anschließend zerlegt, auf Umsetzbarkeit geprüft und konkretisiert. Mit den daraus resultierenden Verbesserungs- und Änderungsvorschlägen gehen diese Informationen wieder zurück zur Führungsebene, wo der Abgleich und die Koordination dieser Teilziele oder -pläne erfolgt. 
Das Gegenstromverfahren stellt somit eine zeitlich versetzte Kombination aus Top-down- und Bottom-up-Planung dar und versucht, die Vorteile beider Ansätze zu kombinieren.